# Monte Pollino
Il Monte Pollino (o semplicemente Pollino) - la cui cima raggiunge i 2.248 m s.l.m.- pur essendo secondo in altezza dopo serra Dolcedorme, è la montagna che dà il nome all'omonimo massiccio, al centro dell'omonimo parco nazionale, uno dei tanti geositi del Pollino Geopark.

## Glacialismo

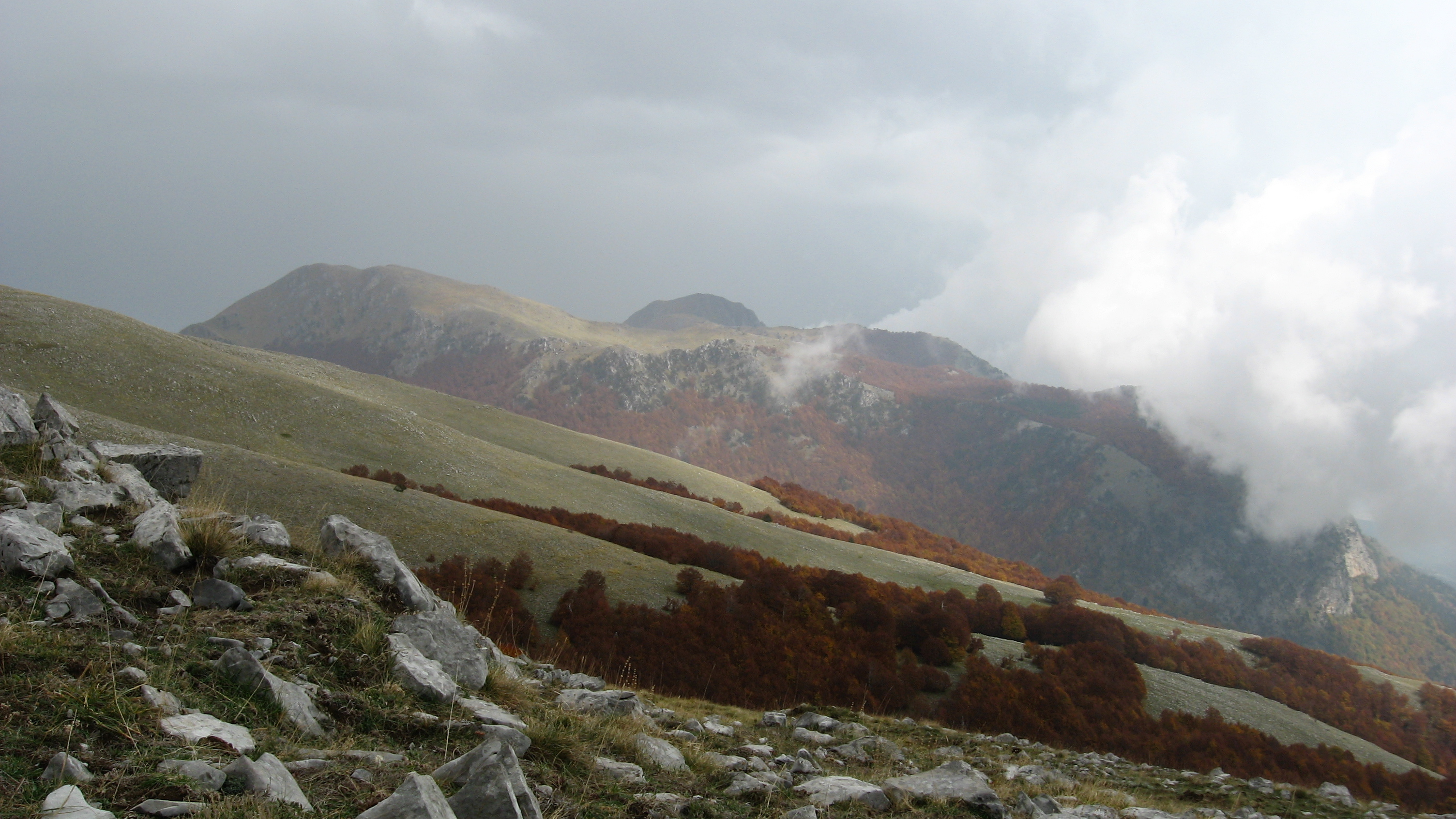
Il monte Pollino e la serra Dolcedorme, salendo sulla serra del Prete

Sull'attuale profilo della montagna appaiono evidenti i risultati di un'antica quanto possente azione glaciale: due, infatti, erano i ghiacciai principali che, scendendo sul versante settentrionale, separati dal contrafforte orientale, lo ricoprivano durante l'ultima grande glaciazione di Würm.
I ghiacciai in ritiro, oltre ai caratteristici depositi morenici, hanno abbandonato massi di notevoli dimensioni, i cosiddetti massi erratici. Isolati e lontani da probabili punti di caduta, sono facilmente osservabili sui vasti ed assolati piani di Pollino e di Acquafredda che si aprono sul versante settentrionale del massiccio ai piedi delle cime principali (Pollino, Dolcedorme e Ciavole), ad un'altitudine piuttosto elevata, compresa tra i 1.800 e i 2.000 metri di quota.
Nevai stagionali - alcuni dei quali di notevoli dimensioni - sono presenti su tutte le vette più alte del massiccio. Sul Pollino, in particolare, nell'avvallamento immediatamente a sud rispetto alla cima (nei pressi di un'antica dolina), a quota 2.225 m slm, ne sorge uno che è facile scorgere anche a fine agosto. Il 9 ottobre 2010 presso il suddetto nevaio è stato installato un rilevatore di temperatura per un monitoraggio diretto del microclima.